# Shorin-Ryu Siu Sin Kan

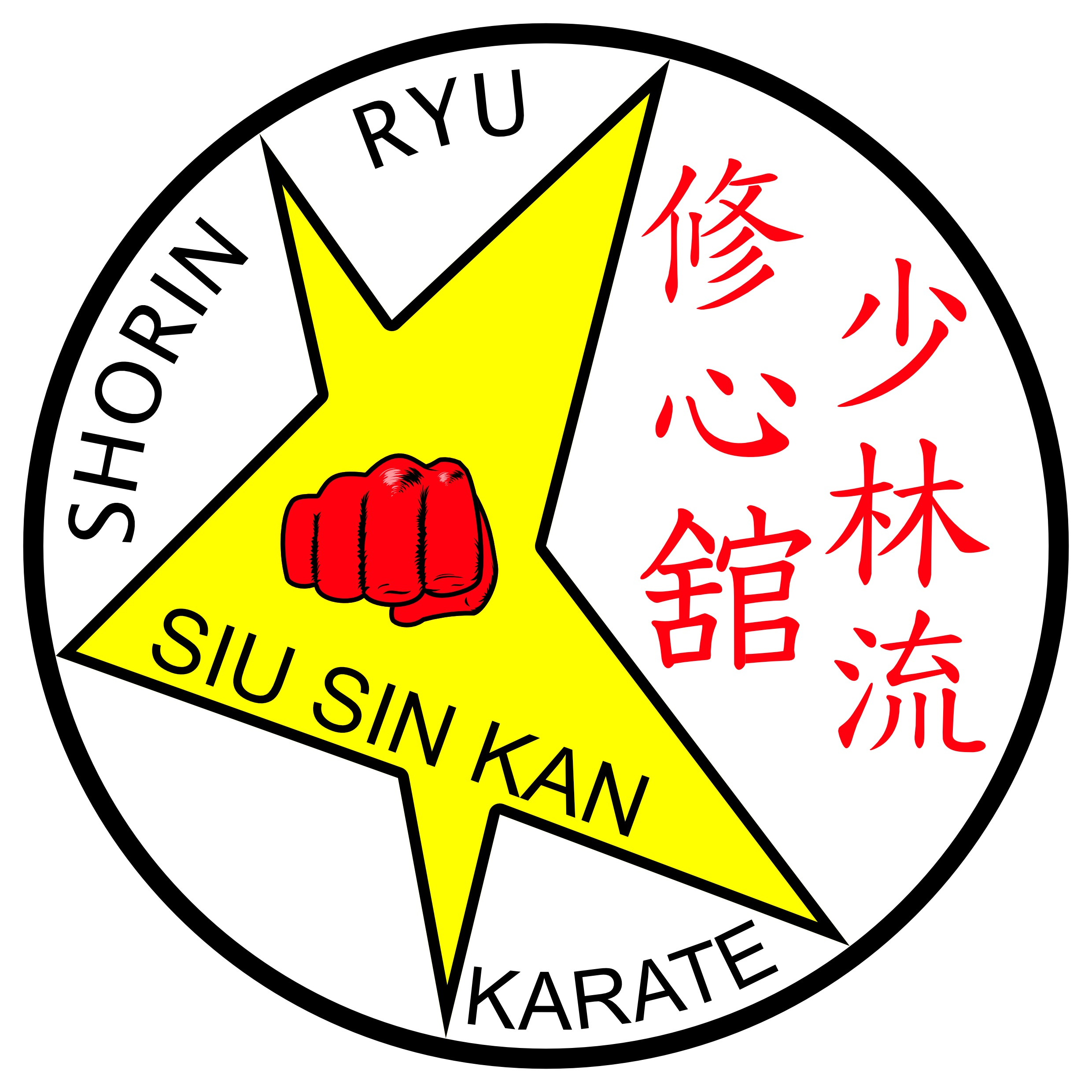
Stilrichtungslogo des Shorin Ryu Siu Sin Kan Karate

Shōrin-Ryū Siu Sin Kan (jap. 少林流修心舘空手道) ist eine Richtung des Shōrin-Ryū-Karate. Die Schule hat ihren Ursprung in Malaysia, bedient sich jedoch vieler Einflüsse aus Okinawa.

## Namensgebung
Der Name Shorin (少林) leitet sich aus dem chinesischen Ursprung Shaolin her und bedeutet übersetzt „kleiner Wald“. Ryū (流) steht für Stil oder Schule. Zusammengesetzt lässt sich Shorin-Ryu als „Schule des kleinen Wäldchens“ oder „flexible Kiefernschule“ lesen. Die weiteren Zeichen Shū (修) ‚entwickeln‘, Shin (心) ‚Herz‘ und Kan (舘) ‚Trainingsort‘ können gelesen werden als „Ort, an dem Herz und Charakter entwickelt werden“. Die Zeichen Kara (空) ‚leer‘, Te (手) ‚Hand‘ und Dō (道) ‚Weg‘, stehen für den „Weg der leeren Hand“.

## Geschichte
Seine Bezeichnung erhielt der Stil erstmal 1928 vom okinawanischen Meister Chibana. Ihren Namen hat die Schule durch ihren chinesischen Ursprung, dem Shaolin-Kloster, in dem das dortige Kung Fu entstanden ist. Die japanische Bezeichnung für Shaolin lautet Shorin, während mit Ryu im japanischen ein Stil bezeichnet wird.
Der moderne Shorin Ryu Karatestil wurde in der jüngeren Zeit in Malaysia entwickelt. Die Karateka lernten dort ab 1960 die Techniken und Kata von wechselnden Trainern und aus verschiedenen Stilen wie Shito Ryu, Shotokan, Goju Ryu und Keishinkan. Als Chin Mok Sung etwa 1969 für ein Jahr nach Okinawa ging, lernte er dort den Shorin-Ryu Seibukan Stil kennen. Von Zenpo Shimabukuro, der später auch in Malaysia Unterricht gab, erlernte er die Inhalte des okinawanischen Stils. Vom neuen Stil überzeugt, setzte er sich dafür ein, diesen auch in Malaysia zu verbreiten.
Im Laufe der 1970er Jahre fand der Stil seinen Weg über die Grenzen Malaysias hinaus bis nach Europa, Indien, Neuseeland, Südafrika und in die USA.
1979 wurde beschlossen, dass Neo Ho Tong (* 10. Dezember 1946 in Melakka; † 21. April 2022 in Melakka) den Stil in Deutschland führen soll. Er benannte ihn in "Shorin Ryu Siu Sin Kan" um und gründete damit eine neue Stilrichtung des Shorin Ryu Karate. Stilrichtungsleiter Neo Ho Tong wurde 1946 in Malaysia geboren, begann 1963 mit dem Karate-Training und erwarb dort 1968 den 1. Dan im Keishinkan. 
2014 übergab Neo Ho Tong die Leitung der Stilrichtung an Horst Bresele (6. Dan Karate, 5. Dan Kobudo). Er begann 1981 bei Neo Ho Tong mit dem Training und vertritt die Stilrichtung seit 1996 auch beim Bayerischen Karate Bund und dem Deutschen Karate Verband. 
Der Stil hat seine Dojo hauptsächlich in der Oberpfalz und Niederbayern.

## Training
Das Shorin Ryu beinhaltet leichte, schnelle Bewegungen. Die Siu Sin Kan Stilrichtung verbindet zudem, gemäß dem traditionellen Training auf Okinawa, sehr deutlich das Waffentraining (Kobudo) mit dem Karatetraining. 
Inhalte des Trainings sind:
- Kihon (Techniktraining)
- Kumite (Partnertraining und Freikampf)
- Kata (feste Bewegungsformen)
- Bunkai (Simulierter Kampf unter Anwendung der Kata)
- Selbstverteidigung (Manipulation und Hebeltechniken zur Gefahrenprävention)

## Kata
Prüfungskata der Stilrichtung:
| Graduierung | Kata                                                                 |
| ----------- | -------------------------------------------------------------------- |
| 9. Kyū      | Taikyoku Shodan / (Taikyoku Nidan)                                   |
| 8. Kyū      | Heian Shodan / (Taikyoku Sandan)                                     |
| 7. Kyū      | Heian Nidan / Gekisai Ichi                                           |
| 6. Kyū      | Heian Sandan / Kanshiwa                                              |
| 5. Kyū      | Heian Yondan / (Taikyoku Yondan)                                     |
| 4. Kyū      | Heian Godan / (Taikyoku Godan)                                       |
| 3. Kyū      | Tekki Shodan                                                         |
| 2. Kyū      | Tekki Nidan / Tekki Sandan                                           |
| 1. Kyū      | Bassai Dai                                                           |
| 1. Dan      | Bassai Sho / Kanku Dai                                               |
| 2. Dan      | Kanku Sho / Hangetsu                                                 |
| 3. Dan      | Seisan / Ananku / Juroku                                             |
| 4. Dan      | Wanshu / Nijushiho / Sanchin / (Hakufa / Ryugaman / Okinawa Sanchin) |
| 5. Dan      | Empi / Jion / Gojushiho / (Hakutsuru / Chinto / Sochin)              |
| 6. Dan      | Shippet / Seienchin / Tensho / (Hakucho / Rohai / Meikyo)            |
| 7. Dan      | Kata nach Wahl                                                       |
| 8. Dan      | Kata nach Wahl                                                       |

## Kobudo im Siu Sin Kan Karate
In der Stilrichtung Shorin-Ryu Siu Sin Kan ist, bedingt durch ihren Ursprung in Okinawa als unabdingbare Komponente, das Kobudo-Training verankert. Die Inhalte gründen sich auf Techniken und Kata, die von Neo Ho Tong und Chin Mok Sung bei ihren Japan-Aufenthalten von Matayoshi Shinpō erlernt wurden.
Der Ursprung der Karate-Stilrichtung Shorin Ryu Siu Sin Kan in Okinawa hat seit jeher die Beschäftigung mit den Kobudo-Waffen begünstigt. So erlernten der Stilgründer Neo Ho Tong und der Begründer des Shorin Ryu Seibukan in Malaysia, Herr Chin Mok Sung, bei ihren Aufenthalten in Okinawa nicht nur die Karate-Techniken, sondern auch verschiedene Kobudo-Waffen. Prägend war dabei der Unterricht bei Matayoshi Shinpo (1923–1997), der seit 1970 in seinem Dojo RyuKyū Kobudo Renmei unterrichtete. 
Die Beschäftigung mit den Waffen führt zu einer geistigen Haltung der Aufrichtigkeit und Selbstkontrolle. Höchste Anforderungen an Exaktheit der Techniken und Kontrolle sind unabdingbar. Die Philosophie der Matayoshi-Schule betont die Geradlinigkeit und Einfachheit der Technik sowie die exakte Ausführung der Technik im richtigen Moment.

## Kobudo Kata im Siu Sin Kan Karate
Im Siu Sin Kan werden vorzugsweise die Waffen Bō, Tonfa, Sai und Kama aus der Matayoshi-Richtung praktiziert. 
| Bō            | Tonfa               | Sai               | Kama               |
| ------------- | ------------------- | ----------------- | ------------------ |
| Shi Ho Kon    | Shorin Tonfa Shodan | Shorin Sai Shodan | Sang Shu           |
| Tek Lo Kon    | Shorin Tonfa Nidan  | Shorin Sai Nidan  | Shorin Kama Nidan  |
| Shushi no Kon | Shorin Tonfa Sandan | Shorin Sai Sandan | Shorin Kama Sandan |
| Shishi no Kon | Shorin Tonfa Yondan | Shorin Sai Yondan | Shorin Kama Yondan |

| Eku               | Nunti               | Timbei             | Kuwa      |
| ----------------- | ------------------- | ------------------ | --------- |
| Shorin Eku Shodan | Shorin Nunti Shodan | Matayoshi no Timbe | Kuwa Kata |
| Shorin Eku Nidan  | Shorin Nunti Nidan  |                    |           |